# Montigné (Deux-Sèvres)
Montigné est un village, ancienne commune des Deux-Sèvres qui fut une commune associée de Celles-sur-Belle entre 1973 et 2019, année où elle devient une commune déléguée de cette même commune.

## Histoire
Le 1er janvier 1973, la commune de Montigné, tout comme celle de Verrines-sous-Celles, est rattachée à Celles-sur-Belle sous le régime de la fusion-association.
Le 1er janvier 2019, Celles-sur-Belle se regroupe avec Saint-Médard. Montigné devient alors l'une des quatre communes déléguées, tout comme Verrines-sous-Celles.

## Politique et administration
| Période                                  | Période | Identité | Étiquette | Qualité |
| ---------------------------------------- | ------- | -------- | --------- | ------- |
| Les données manquantes sont à compléter. |         |          |           |         |
|                                          |         |          |           |         |

## Démographie
| 1793 | 1800 | 1806 | 1821 | 1831 | 1836 | 1841 | 1846 |
| ---- | ---- | ---- | ---- | ---- | ---- | ---- | ---- |
| 256  | 211  | 245  | 298  | 367  | 346  | 377  | 383  |

| 1851 | 1856 | 1861 | 1866 | 1872 | 1876 | 1881 | 1886 |
| ---- | ---- | ---- | ---- | ---- | ---- | ---- | ---- |
| 392  | 436  | 446  | 427  | 393  | 373  | 388  | 381  |

| 1891 | 1896 | 1901 | 1906 | 1911 | 1921 | 1926 | 1931 |
| ---- | ---- | ---- | ---- | ---- | ---- | ---- | ---- |
| 395  | 373  | 351  | 365  | 378  | 335  | 312  | 298  |

| 1936 | 1946 | 1954 | 1962 | 1968 | - | - | - |
| ---- | ---- | ---- | ---- | ---- | - | - | - |
| 290  | 280  | 307  | 267  | 217  | - | - | - |